# Burlinskij rajon (Russia)
Il Burlinskij rajon (in russo Бурлинский район?) è un rajon del kraj dell'Altaj, nella Russia asiatica; il capoluogo è Burla. Il rajon, istituito nel 1925, ha una superficie di 2.746 chilometri quadrati e una popolazione di circa 12.000 abitanti.